# D917 (Pas-de-Calais)
De D917 is een departementale weg in het Noord-Franse departement Pas-de-Calais. De weg bestaat uit twee delen. Het eerste deel loopt van de grens met Somme via Bapaume naar Arras. In Somme loopt de weg als D1017 verder naar Péronne en Parijs. Het tweede deel loopt van Lens via Carvin naar de A1 bij Libercourt. Beide delen worden met elkaar verbonden door de N17.

## Geschiedenis
Oorspronkelijk was de D917 onderdeel van twee routes nationales. Het deel tussen Somme en Arras was onderdeel van de N37 en het deel tussen Lens en Carvin van de N25. In 1973 werden beide delen onderdeel van de N17, samen met de verbinding tussen Carvin en de A1. In 2006 werd de weg overgedragen aan het departement Pas-de-Calais, omdat de weg geen belang meer had voor het doorgaande verkeer vanwege de parallelle autosnelweg A1. De weg is toen omgenummerd tot D917.